# 库拉代尔
库拉代尔（法語：Couladère，法語發音：[kuladɛʁ]）是法国上加龙省的一个市镇，属于米雷区。

## 地理
库拉代尔（43°12'6"N, 1°5'27"E）面积2.18 平方千米，位于法国奧克西塔尼大區上加龙省，该省份为法国西南部内陆省份，西南端与西班牙接壤，自此顺时针与上比利牛斯省、热尔省、塔恩-加龙省、塔恩省、奥德省和阿列日省接壤。
与库拉代尔接壤的市镇（或旧市镇、城区）包括：圣克里斯托、卡泽尔、圣米歇尔。

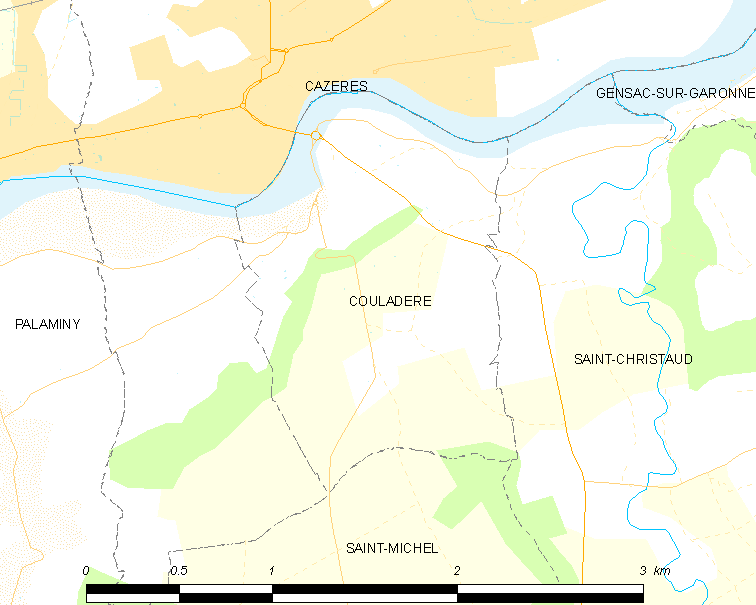
库拉代尔的OSM定位图

库拉代尔的时区为UTC+01:00、UTC+02:00（夏令时）。

## 行政
库拉代尔的邮政编码为31220，INSEE市镇编码为31153。

## 政治
库拉代尔所属的省级选区为卡泽尔县。

## 人口

1962-2008年间库拉代尔人口变化图示

库拉代尔于2022年1月1日时的人口数量为413人。